# Owen Hannaway
Owen Hannaway (* 8. Oktober 1939 in Glasgow; † 21. Januar 2006 in Baltimore) war ein britischer Chemiehistoriker.
Hannaway studierte ab 1957 Chemie an der  Universität Glasgow mit dem Bachelor-Abschluss 1961 und der Promotion 1965. Als Post-Doktorand war er in der Abteilung Wissenschaftsgeschichte der University of Wisconsin, Madison bei Aaron Ihde. 1967 wurde er Assistant Professor für Wissenschaftsgeschichte an der Johns Hopkins University, 1974 Associate Professor und 1977 Professor. Er stand 1978 bis 1982 und 1986 bis 1989 der Fakultät für Wissenschafts- und Technikgeschichte vor. 1982 bis 1989 war er Ko-Direktor des Center for the History and Philosophy of Science. 2000 wurde er emeritiert. 
Er befasste sich mit Wissenschaftsgeschichte der frühen Neuzeit und ist bekannt für seine Geschichte früher Chemielehrbücher (deren modernen Ursprung er bei Alchemia (1597) von Andreas Libavius sah).
1989 bis 1999 war er im Herausgebergremium des British Journal for the History of Science und 1989 bis 1992 von Isis. Er gab mit George Basalla die History of Science Reihe bei Cambridge University Press heraus.
1991 erhielt er den Dexter Award und 1988 den Derek Price/Rod Webster Price der History of Science Society.

## Schriften
- The Chemists and the Word: The Didactic Origins of Chemistry, Johns Hopkins University Press 1975
- Herausgeber mit Peter Achinstein: Observation, Experiment, and Hypothesis in Modern Physical Science, Studies from the Johns Hopkins Center for the History & Philosophy of Science, 1985
- mit George Basalla: The Evolution of Technology, 1989
- mit W. F. Bynum, George Basalla: Science and the Practice of Medicine in the Nineteenth, 1994
- mit Edward Grant, George Basalla: The Foundations of Modern Science in the Middle Ages: Their Religious, Institutional and Intellectual Contexts, 1996
- Laboratory Design and the Aim of Science: Andreas Libavius versus Tycho Brahe, Isis, Band 77, 1986, S. 584–610